# Muchawka
Muchawka – rzeka, lewy dopływ Liwca o długości 32,11 km. Muchawka ma swoje źródła w okolicach wsi Pluty. Płynie przez następujące miejscowości: Gostchorz, Wiśniew-Kolonia i Rakowiec, a następnie przez miasto Siedlce, wyznaczając zarazem jego zachodnią granicę. Na Muchawce w Siedlcach wybudowany jest zalew, wykorzystywany do celów rekreacyjnych.
W okolicach wsi Borki-Paduchy przyjmuje prawy dopływ Zbuczynkę.
Stanowi granicę między historycznym Mazowszem i Ziemią Łukowską